# Chaguazoso (Villarino de Conso)
Chaguazoso (llamada oficialmente San Bernabé de Chaguazoso) es una parroquia y un lugar del municipio español de Villarino de Conso, en la provincia de Orense, Galicia.

## Organización territorial
La parroquia está formada por cinco entidades de población, constando una de ellas en el nomenclátor del Instituto Nacional de Estadística español:
- Chaguazoso
- Os Domínguez
- Os Fernández
- Os Gómez
- Os Veigas

## Demografía
Gráfica demográfica del lugar y parroquia de Chaguazoso según el INE español:
| Gráfica de evolución demográfica de Chaguazoso entre 2000 y 2023 |
|                                                                  |
| Datos según el nomenclátor publicado por el INE.                 |